# Colobus angolensis palliatus
Colobus angolensis palliatus је подврста анголског колобуса, врсте примата (Primates) из породице мајмуна Старог света (Cercopithecidae). 

## Распрострањење
Подврста има станиште у Танзанији.

## Угроженост
Ова подврста је наведена као последња брига, јер има широко распрострањење и честа је.